# Agromyza varicornis
Agromyza varicornis är en tvåvingeart som beskrevs av Gabriel Strobl 1900. Agromyza varicornis ingår i släktet Agromyza och familjen minerarflugor.
Artens utbredningsområde är Kroatien. Inga underarter finns listade i Catalogue of Life.